# Gullighet

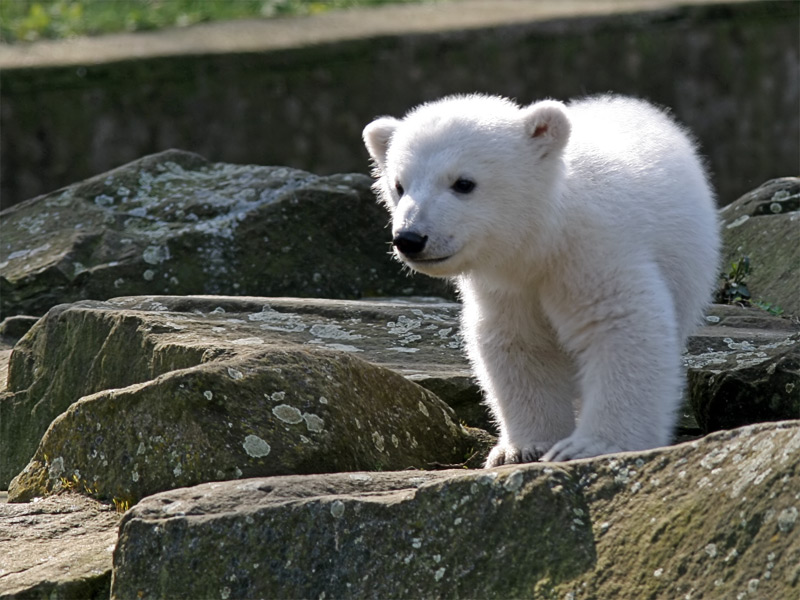
Knut, en ung isbjörn vid Berlins Zoo, har i engelskspråkiga media refererats till som "gullig".

Gullighet (engelska cuteness) är en typ av attraktion som vanligtvis associeras med ungdom och utseende, även ett vetenskapligt koncept och en analytisk modell inom etologi, introducerad av Konrad Lorenz. Den karaktäriseras ofta som (men är inte begränsad till) kombinationer av infantila fysiska drag, speciellt liten kroppsstorlek med en oproportionerligt stort huvud, stora ögon, liten näsa, fräknar samt runda och mjuka kroppsdrag. Infantil personlighet, såsom lekfullhet, fragilitet, hjälplöshet, nyfikenhet, oskyldighet, affektivt beteende och ett behov av att matas anses också generellt som gulligt.

## Könsskillnader
Hur sött ett spädbarn uppfattas påverkas av spädbarnets kön och beteende. Koyama et al. (2006) visar på att fysisk attraktion anses gulligare från kvinnliga spädbarn än manliga spädbarn.
En observatörs kön kan också bidra till skillnader i hur gulliga de uppfattar barn. I en studie av Sprengelmeyer et al. (2009) visades att kvinnor var mer känsliga för små skillnader i gullighet än män i samma ålder, något som forskarna menar har en hormonell förklaring.
Detta har också påvisats i en studie utförd av T. R. Alley där han lät 25 studenter (7 män och 18 kvinnor) betygsätta spädbarns gullighet beroende på olika egenskaper som ålder, beteende, och fysiska egenskaper som bland annat huvudform och ansiktsutformning.